# تورپ مارکت
تورپ مارکت (به انگلیسی: Thorpe Market) یک روستا و محله مدنی در بریتانیا است که در North Norfolk واقع شده‌است. تورپ مارکت ۵٫۸۹ کیلومتر مربع مساحت و ۲۸۹ نفر جمعیت دارد.